# Leo Nowak

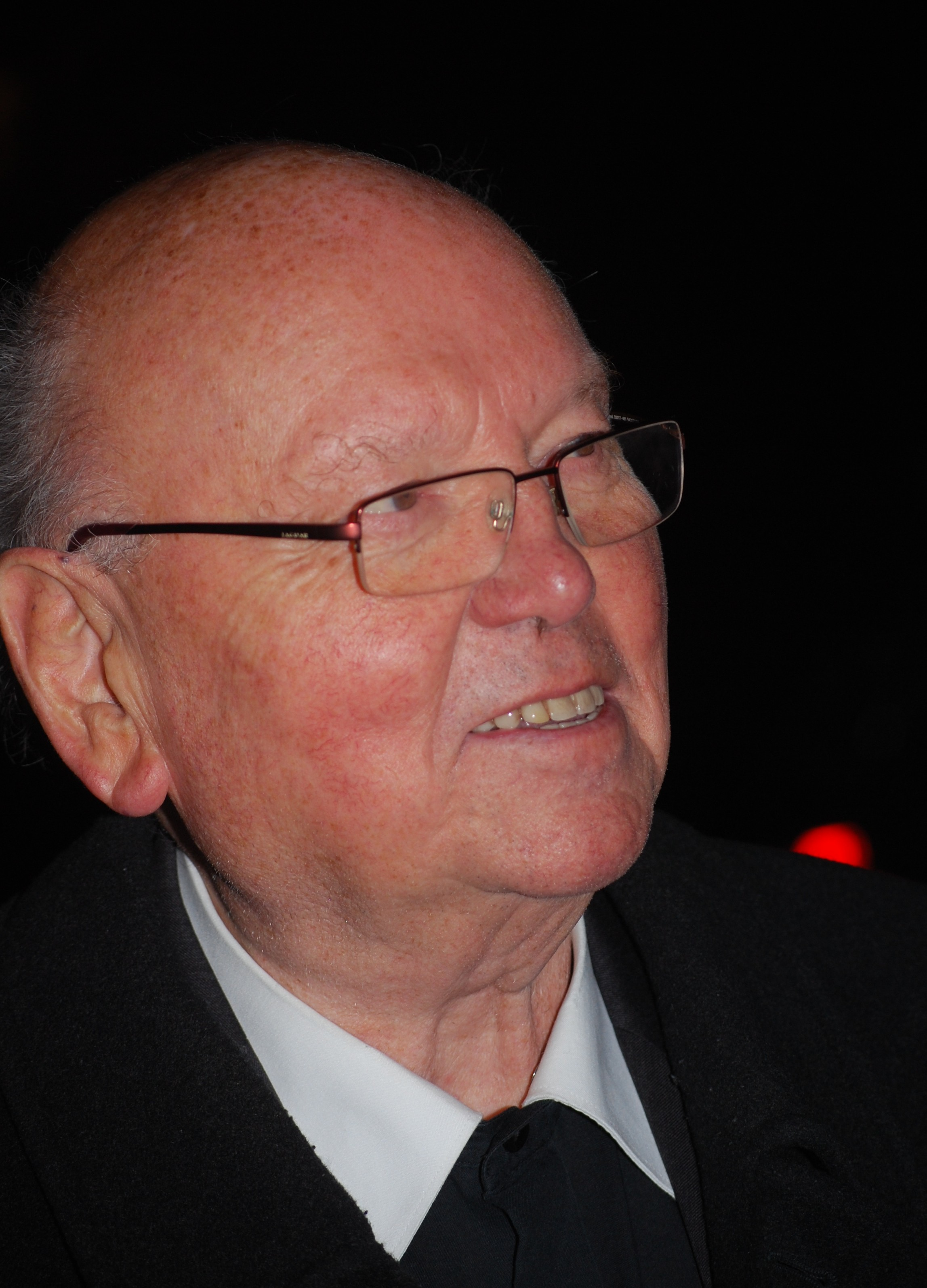
Bischof Leo Nowak (2008)

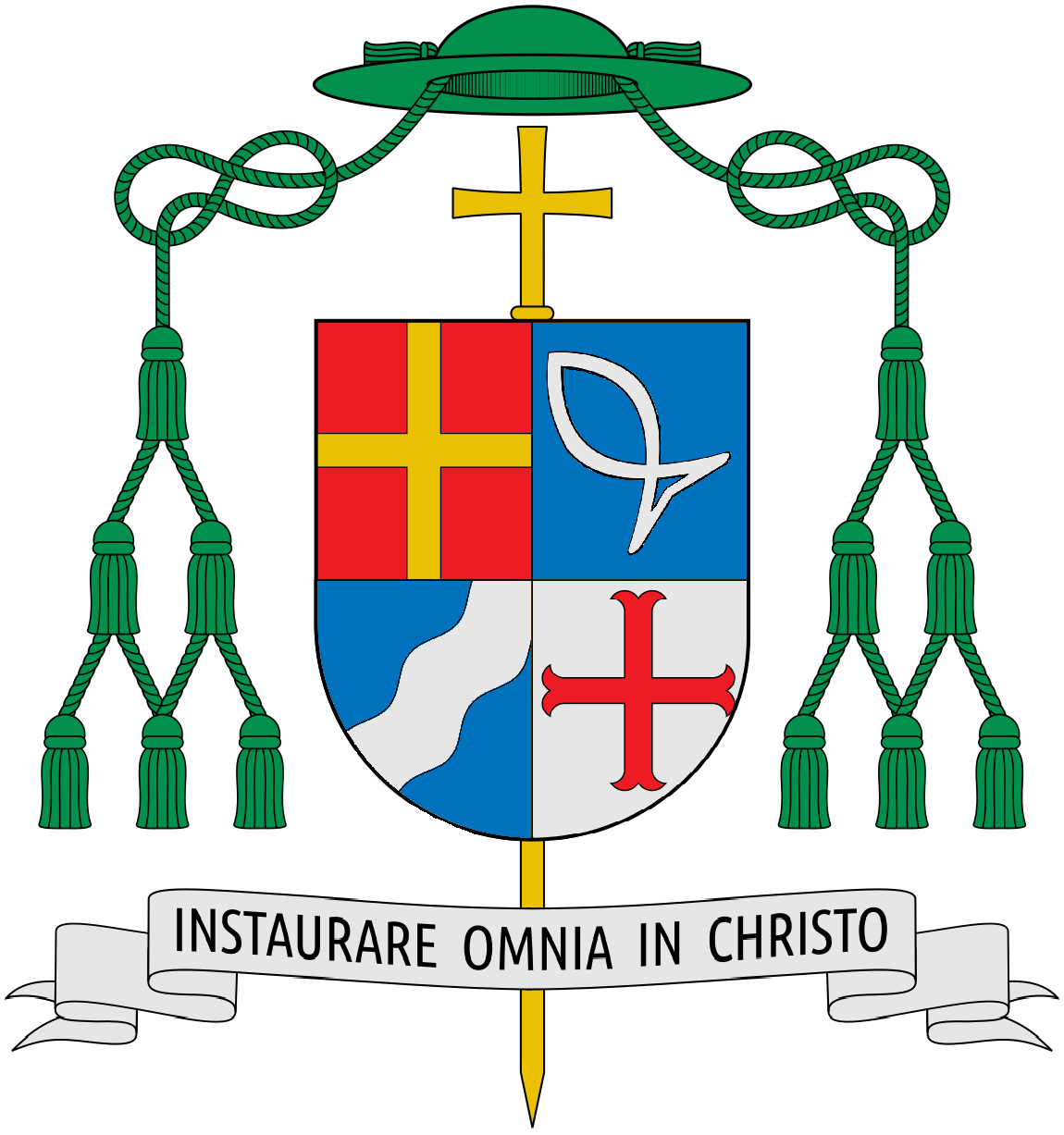
Bischöfliches Wappen

Leopold Nowak (* 17. März 1929 in Magdeburg) war von 1994 bis 2004 erster katholischer Bischof des wiedererrichteten Bistums Magdeburg.

## Leben
Nach der Schulzeit absolvierte er eine kaufmännische Ausbildung, da er das Herrengeschäft seines Vaters in Magdeburg übernehmen sollte. Anschließend folgte ein zweijähriger Besuch der Fachschule für Industrie und Handel, den er mit dem Abitur abschloss. 1950 entschied sich Nowak für einen geistlichen Werdegang. Er nahm ein Theologie- und Philosophiestudium an der Theologischen Fakultät Paderborn und am Priesterseminar Erfurt auf. Am 10. Mai 1956 wurde er in Magdeburg vom Bischöflichen Kommissarius im Bischöflichen Amt Magdeburg, Friedrich Maria Rintelen, zum Priester geweiht. Anschließend wirkte er von 1956 an als Vikar an St. Johannes Baptist (Seehausen), ab 1958 als Kuratus in Großkorbetha, ab 1960 als Vikar an St. Joseph (Lützen), ab 1961 als Vikar an St. Norbert (Merseburg), ab 1965 als Pfarrvikar in Ziesar, und von 1967 bis 1975 als Vikar an St. Anna (Stendal). 1975 wurde ihm von Bischof Johannes Braun die Leitung des Seelsorgeamtes übertragen.
Am 12. Februar 1990 ernannte Papst Johannes Paul II. Leo Nowak zum Titularbischof von Cissa und zum Apostolischen Administrator in Magdeburg. Die Bischofsweihe spendete ihm am 24. März 1990 in Magdeburg sein Amtsvorgänger Johannes Braun. Mitkonsekratoren waren der Erzbischof von Paderborn und spätere Kardinal Johannes Joachim Degenhardt und der Apostolische Administrator von Schwerin, Theodor Hubrich. Nowaks Wahlspruch lautet Instaurare omnia in Christo („Alles in Christus erneuern“).
Ab 1821 bildete das heutige Bistum den Ostteil des Erzbistums Paderborn. Da eine Verwaltung des in der DDR liegenden Gebietes jedoch von Paderborn aus nicht möglich war, wurde dort  1973 ein Bischöfliches Amt errichtet. Dieses gehörte zwar offiziell zum Erzbistum Paderborn und der Apostolische Administrator war dementsprechend auch nur als Weihbischof dort tätig, doch entwickelte es sich faktisch zu einem eigenständigen Bistum. Der (Weih-)Bischof/Administrator war Mitglied der Berliner Bischofskonferenz.
Das heutige Bistum Magdeburg wurde mit der Apostolischen Konstitution Cum gaudio am 27. Juni 1994 vom Erzbistum Paderborn abgetrennt und am 8. Juli 1994 zu einem eigenständigen Bistum mit Leopold Nowak als erstem Bischof erhoben. Am 9. Oktober 1994 wurde Leo Nowak vom Apostolischen Nuntius Lajos Kada als Bischof von Magdeburg eingeführt. Die Amtszeit endete am 17. März 2004, nachdem Papst Johannes Paul II. das Rücktrittsgesuch angenommen hatte, zu dem jeder Bischof der römisch-katholischen Kirche laut Kirchenrecht verpflichtet ist, wenn er sein 75. Lebensjahr erreicht.
Weihbischof Gerhard Feige, der während der Sedisvakanz die Geschicke des Bistums als Diözesanadministrator leitete, wurde am 23. Februar 2005 vom Papst zum Nachfolger ernannt und am 16. April 2005 in sein Amt eingeführt.
Am 10. Mai 2006 feierte Leo Nowak in der Kathedrale St. Sebastian zu Magdeburg sein Goldenes Priesterjubiläum. Mit ihm feierten vier weitere Goldjubilare des Bistums den Festgottesdienst.

## Auszeichnungen
- 2007 – Großes Verdienstkreuz der Bundesrepublik Deutschland
- 2015 – Verdienstorden des Landes Sachsen-Anhalt

## Veröffentlichungen
- Leo Nowak: Un-ausrottbar. Das Prinzip Hoffnung für Christen und Nichtchristen. St. Benno Verlag 2019, ISBN 978-3-7462-5446-3.[4]